# 에로기타
에로기타( Ero Guitar 에로기타[*] )는 대한민국의 음악가로 4인조 프로젝트 그룹 밴드 가요톱텐의 멤버이며 5인조 Rock 밴드 빔아이즈빔의 리더이다.

## 작품활동
- 《팝스토어(Popstore)
- 《밴드 가요톱텐-No.1 song of this week》 All track 편곡Oline service[깨진 링크(과거 내용 찾기)], 2009년
- 《롯데 자이언츠-응원앨범 구도부산》구도부산 공동작곡, 2009년
- 《빔아이즈빔-So sorry..》 All track 작곡 Oline service[깨진 링크(과거 내용 찾기)], 2011년
- 《빔아이즈빔-Newmoon》 All track 작곡 Oline service[깨진 링크(과거 내용 찾기)], 2011년
- 《염기훈송(We have to go)》 작곡 Oline service[깨진 링크(과거 내용 찾기)], 2011년

그외 다수의 로고송및 게임윽악 작곡